# Edward Frenkel
Edward Vladimirovich Frenkel és un matemàtic rus-nord-americà que treballa en teoria de la representació, geometria algebraica i física matemàtica. És professor de matemàtiques a la Universitat de Califòrnia a Berkeley, membre de l'Acadèmia Americana d'Arts i Ciències i autor del llibre més venut Love and Math.